# Gran Premio di Bari 1951
Il Gran Premio di Bari 1951 è stata una gara extra-campionato di Formula 1 tenutasi il 2 settembre, 1951 a Bari, in Puglia. 
La gara, disputatasi su un totale di 65 giri, è stata vinta dall'argentino Juan Manuel Fangio su Alfa Romeo 159.

## Gara

### Resoconto
La corsa si disputò a cavallo dei Gran Premi mondiali del Nurburgring e di Monza e vide per la prima volta nella stagione sfidarsi in territorio italiano le scuderie Alfa Romeo e Ferrari. Fangio prese subito il comando della corsa, seguito da Alberto Ascari e Luigi Villoresi. Ascari perse in seguito svariate posizioni a causa di un testa coda occorsogli nell'evitare un doppiato, nel tentativo di rimonta fece segnare il giro più veloce della corsa ma fui poi costretto al ritiro per un principio di incendio sulla sua vettura. Ritiratasi l'altra Ferrari di Villoresi per un guasto al motore, Fangio, nonostante avesse perso l'utilizzo della terza marcia, mantenne agevolmente il comando davanti al connazionale José Froilán González fino alla bandiera a scacchi.

### Risultati
| Pos | Nr | Pilota                | Vettura           | Giri | Tempo/Ritiro      |
| --- | -- | --------------------- | ----------------- | ---- | ----------------- |
| 1   | 4  | Juan Manuel Fangio    | Alfa Romeo 159    | 65   | 2h39:58.6         |
| 2   | 10 | José Froilán González | Ferrari 375       | 65   | + 1:12.7          |
| 3   | 20 | Piero Taruffi         | Ferrari 500       | 62   | + 3 giri          |
| 4   | 6  | Louis Rosier          | Talbot-Lago T26C  | 61   | + 4 giri          |
| 5   | 36 | Yves Giraud-Cabantous | Talbot-Lago T26C  | 60   | + 5 giri          |
| 6   | 32 | Peter Whitehead       | Ferrari 375       | 60   | + 5 giri          |
| 7   | 22 | Pierre Levegh         | Talbot-Lago T26C  | 58   | + 7 giri          |
| 8   | 42 | Johnny Claes          | Talbot-Lago T26C  | 58   | + 7 giri          |
| NC  | 26 | Toulo de Graffenried  | Maserati 4CLT/48  | 57   |                   |
| Rit | 40 | Robert Manzon         | Simca-Gordini T15 | 39   | Lubrificazione    |
| Rit | 14 | Maurice Trintignant   | Simca-Gordini T15 | 35   | Pistone           |
| Rit | 8  | Luigi Villoresi       | Ferrari 375       | 31   | Coppa dell'olio   |
| Rit | 12 | Alberto Ascari        | Ferrari 375       | 18   | Incendio          |
| Rit | 12 | Chico Landi           | Maserati 4CLT/48  | 15   | Guarnizione testa |
| Rit | 24 | Harry Schell          | Maserati 4CLT/48  | 12   | Perdita olio      |
| Rit | 28 | André Simon           | Simca-Gordini T15 | 8    | Pistone           |
| Rit | 16 | Giuseppe Farina       | Alfa Romeo 159    | 8    | Pistone           |
| Rit | 30 | Toni Branca           | Maserati 4CLT/48  | 6    | Pompa dell'olio   |
| Rit | 18 | Louis Chiron          | Talbot-Lago T26C  | 5    | Guarnizione testa |
| NP  | 38 | Stirling Moss         | Ferrari 125       |      | Incidente         |
| NA  | 34 | Felice Bonetto        | Alfa Romeo 159    |      |                   |

## Qualifiche

### Risultati
| Fila      | Pos | Pilota                | Vettura       | Tempo  |
| --------- | --- | --------------------- | ------------- | ------ |
| I fila    | 1°  | Juan-Manuel Fangio    | Alfa Romeo    | 2:20.2 |
|           | 2°  | Alberto Ascari        | Ferrari       | 2:21.2 |
|           | 3°  | José Froilán González | Ferrari       | 2:21.6 |
| II fila   | 4°  | Giuseppe Farina       | Alfa Romeo    | 2:21.6 |
|           | 5°  | Luigi Villoresi       | Ferrari       | 2:22.8 |
| III fila  | 6°  | Louis Chiron          | Talbot-Lago   | 2:31.8 |
|           | 7°  | Chico Landi           | Maserati      | 2:31.8 |
|           | 8°  | Louis Rosier          | Talbot-Lago   | 2:32.0 |
| IV fila   | 9°  | André Simon           | Simca-Gordini | 2:33.0 |
|           | 10° | Yves Giraud-Cabantous | Talbot-Lago   | 2:33.8 |
| V fila    | 11° | Piero Taruffi         | Ferrari       | 2:34.2 |
|           | 12° | Robert Manzon         | Simca-Gordini | 2:35.6 |
|           | 13° | Pierre Levegh         | Talbot-Lago   | 2:36.0 |
| VI fila   | 14  | Maurice Trintignant   | Simca-Gordini | 2:36.4 |
|           | 15° | Johnny Claes          | Talbot-Lago   | 2:37.0 |
| VII fila  | 16° | Toni Branca           | Maserati      | 2:38.2 |
|           | 17° | Peter Whitehead       | Ferrari       | 2:39.0 |
|           | 18° | Toulo de Graffenried  | Maserati      | 2:41.2 |
| VIII fila | 19° | Harry Schell          | Maserati      | 2:44.8 |